# 이광사
이광사(李匡師, 1705년~1777년)는 조선의 문신이자 양명학자 겸 서예가이며, 현대 한국학의 시조이기도 하다.
본관은 전주이고, 조선 시대의 제2대 임금 정종(이경)의 서얼 왕자 덕천군 이후생(德泉君 李厚生)의 후손으로, 호조판서 석문 이경직(石門 李景稷)의 현손(玄孫)이고, 예조판서 이진검(李眞儉)의 넷째 아들이다. 조선 시대의 양명학자(강화학파)로 육진팔광(六眞八匡)중의 한 사람이며 서예가로서 원교체(圓嶠體)를 완성하였다. 바로 이 서체는 중국 서체의 범주에서 벗어나 조선화(朝鮮化)가 되었다는 의미에서 동국진체(東國眞體)라고 불린다. 자는 도보(道甫), 호는 원교(圓嶠), 수북(壽北). 장남은 실학자 연려실 이긍익(李肯翊)이다.

## 생애
경종 1년(1721) 부친 예조판서 이진검은 노론 4대신을 탄핵하던 중 경상도 밀양으로 유배(이광사는 당시 17세)되었다가 죽었고, 영조 31년(1755) 전라도 나주 괘서사건으로 백부 이진유(李眞儒)가 처벌을 당할 때 이에 또한 연좌되어 함경도 부령(富寧)으로 유배(51세)되었다. 사건 당시 이광사가 옥중에서 사사되었다는 소문이 돌아, 이 소식을 들은 부인 문화 류씨가 자살하였다. 이후 부령에서 재지의 문인에게 글과 글씨를 가르쳐 선동한다는 죄목으로 전라남도 신지도(薪智島, 지금의 대한민국 전라남도 완도군 신지면 금곡리)로 이배(58세)되었으며 그곳에서 일생을 마쳤다(향년73세). 이광사가 죽은 이듬해 2월 아들 형제가 선조들이 묻혀있는 경기도 장단 송남(長湍 松南) 거창지에 어머니 류씨와 동분합장하였으며, 현재 그의 묘역이 군사분계선 비무장지대(DMZ)의 수풀 속에 있어 사람들의 발길을 막고 있다.

## 작품
일찍 전(前) 공조판서 백하 윤순(白下 尹淳)에게서 글씨를 공부하여 진서(眞書), 초서, 전서, 예서에 모두 능했고 원교체(圓嶠體)라는 독특한 서체를 이룩하여 후대에 많은 영향을 끼쳤다. 그림은 산수와 인물, 풀과 벌레를 잘 그렸다. 인물에서는 남송원체화풍(南宋元體畵風)의 고식(古式)을 따랐으나, 산수는 새롭게 유입된 오파(吳派)의 남종화법(南宗畵法)을 토대로 하여 소박하면서도 꾸밈없는 문인 취향의 화풍을 보였다. 대표작(代表作)으로는 <행서 4언시>(行書四言詩, 서울대 박물관 소장), 1746년 오대(五代)의 인물화가 왕제한(王齊翰)을 흠모하여 그렸다는 <고승간화도>(高僧看畵圖, 간송미술관 소장), <산수도>(국립 중앙박물관 소장) 등이 있다. 한편 저술을 통해 후진을 위한 귀중한 자료(資料)들을 남겼는데, 서예의 이론을 체계화시킨 <원교서결>(圓嶠書訣) <원교집선>(圓嶠集選) <동국악부>(東國樂府)가 바로 그것이다. 작품(作品)으로는 '영의정 리경석(李景奭) 표(表)', '우의정 정우량(鄭羽良) 지(誌)', '병조판서 윤지인(尹趾仁) 비', '김이원(金履元) 신도비', '형조판서 이신의(李愼儀) 표(表)' 등이 있다.

### 저술
- 두남집(斗南集), 필사본:규장각(古3428-347) 소장
  - <망처문화유씨기실(亡妻文化柳氏紀實)> 소개...<우리 고전 캐릭터의 모든것. 1: 고전 캐릭터 그 수천수만의 얼굴>(chapter.15. 보관됨 2013-11-04 - 웨이백 머신)(글 김동준(동덕여대 국문학))
- 원교집선(圓嶠集選), 필사본: 규장각(奎15551) 소장, 한국학중앙연구원 장서각 소장(열람), 미국 버클리대학교[5] 동아시아도서관 소장본(소개, 열람하기[깨진 링크(과거 내용 찾기)])
  - 卷一, 단군 이래의 역사를 읊은 동국악부(東國樂府) 30수
  - 卷二, 함경북도 부령(富寧)에 유배되었을 때의 작품(두남집(斗南集)과 동일한 내용. 시(詩)
  - 卷三, 전라남도 신지도(薪智島)에 이배된 이후의 작품들. <기속(記俗)>은 유배지(신지도)의 풍속을 그린 것.
  - 卷六, 제문(祭文)
  - 卷八, 오음정서(五音正序)
    - 언어에 대한 과학적 연구서, 사람의 성음이 후(喉)·설(舌)·치(齒)·순(脣)·아(牙) 등 다섯 곳에서 나오는 까닭에 오음이라 하며, 오행과도 자연적으로 합치된다고 설명한 오음의 전개를 구체적으로 해설.

  - 卷十, 원교서결(圓嶠書訣)
    - 이광사는 <서결>에서 "예를 들어 사람 마음속에 일어나는 사랑, 기쁨, 노여움, 상쾌함, 답답함, 속임, 뉘우침 따위 감정이 순간에도 변하는 것이므로 이게 바로 조화이고 자연이니 문장도 이와 같은 것이다"라는 말을 했다. "마치 자연의 조화가 사물에 따라 형태를 이루되 처음부터 일정한 체제가 없음과 같다." 이것이 그의 예술론인 것이다.| (문화재청, 글 장진영, 2013.1.22., 묵향에 취하다, 빛과 그림자의 일생-이광사 행서 화기(李匡師 行書 畵記)-)

### 서화
- 이광사 행서 화기(李匡師 行書 畵記), 국립중앙박물관(용산동) 소장, 보물 제 1677-1호
- 이광사 필적 원교법첩(李匡師 筆蹟 員嶠法帖), 국립중앙박물관(용산동) 소장, 보물 제 1677-2호
- 행서사언시(行書四言詩), 서울대 박물관 소장
- 고승간화도(高僧看畵圖), 간송미술관 소장
- 잉어도(鯉魚圖), 간송미술관 소장
  - 원교선생이 잉어를 그렸는데, 머리와 눈만 그리고 마치지 못하였다. 20년 후에 아들 영익이 동천 종형의 별장에서 이어 그렸으니 그 때가 계사년 9월이다.(계사년: 영조 49년(1773) 이광사 69세, 이영익 36세).
- 산수도(山水圖), 국립 중앙박물관 소장
- 전남 해남군 대흥사(大興寺) 현판 "침계루(枕溪樓)"[깨진 링크(과거 내용 찾기)], "대웅보전(大雄寶殿)"
- 전남 강진군 백련사(白蓮寺) 현판 "만경루(萬景樓)"
- 전남 구례군 천은사(泉隱寺) 현판 "지리산 천은사(智異山 泉隱寺)"

## 가계
- 八代祖 완성군(莞城君) 이귀정(李貴丁)
- 七代祖 함풍군[6](咸豊君) 이계수(李繼壽)
- 六代祖 이수광(李秀光)
- 玄祖 우곡 이유간(愚谷 李惟侃)
  - 長子 효민공(孝敏公) 석문 이경직(石門 李景稷), 次 이경설(李景卨), 三 문충공(文忠公) 백헌 이경석(白軒 李景奭)
  - 高祖 효민공(孝敏公) 석문 이경직(石門 李景稷)
    - 曾祖 효간공(孝簡公) 서곡 이정영(西谷 李正英)
      - 伯祖父 이만성(李晩成)
        - 堂叔 북곡 이진유(北谷 李眞儒)

      - 祖父 삼취헌 이대성(三翠軒 李大成)
      - 祖母 풍양홍씨 홍만용의 딸 (정명공주의 손녀)
        - 父 각리 이진검(角里 李眞儉)
        - 母 파평윤씨 윤지상(尹趾祥)의 딸
          - 兄 이광태(李匡泰)
          - 兄 이광제(李匡濟)
          - 兄 이광정(李匡鼎)
          - 妹 유원(柳垣)에게 출가
          - 원교 이광사(圓嶠 李匡師)
          - 婦人 안동권씨 군수(郡守) 권성중(權聖重)의 딸
            - 長女 이도희(李度熙)에게 출가
            - 長子 연려실 이긍익(燃藜室 李肯翊)

          - 婦人 문화류씨 참봉(參奉) 류종원(柳宗垣)의 딸
            - 次子 신재 이영익(信齋 李令翊)
            - 次女 질병으로 조졸

        - 叔父 이진휴(李眞休), 숙종 28년(1702) 식년시 장원
        - 叔父 서천 이진급(西泉 李眞伋)
        - 叔父 진사 이진위(李眞偉)
          - 從兄 참의공(參議) 이광명(李匡明), 강화도 입향조 (→ 강화학파 육대계승)
            - 從姪 초원 이충익(椒園 李忠翊)
              - … → 從孫 영재 이건창(寧齋 李建昌), 명미당(明美堂), 조선말기 정신적 지도자

|}

## 참고 자료
- 육진팔광
- 강화학파
- 강화학파 육대계승 (덕천군파), 약 250여 년간.
- 삼취헌 이대성 묘역 (강화도 이건창 생가 명미당(明美堂) 근처, 역내 손자 이광명, 이시원 묘소)
- 반곡 이덕성(李德成)의 초상(肖像) 보관됨 2014-08-06 - 웨이백 머신, 부산시립박물관 소장, 보물 1501호
- 이광사의 초상, 국립중앙박물관 소장, 보물 1486호
- 이광사의 묘소, 고지도 (경기도 장단 송남(長湍 松南) 거창지, 한국학자료포털)[7]